# Ciro Maschio
Ciro Maschio (Negrar, 23 luglio 1971) è un politico italiano, dal 23 marzo 2018 deputato alla Camera per Fratelli d'Italia e dal 9 novembre 2022 presidente della 2ª Commissione Giustizia della Camera.

## Biografia
Nato a Negrar, in provincia di Verona, si è laureato in giurisprudenza e svolge la professione di avvocato. Fin da ragazzo frequenta il Movimento Sociale Italiano e diventa segretario provinciale della sua organizzazione giovanile Fronte della Gioventù. Dal 1995 è iscritto ad Alleanza Nazionale, dove è stato componente esecutivo di Azione Giovani.
Alle elezioni amministrative del 1994 è stato eletto vicepresidente della 2ª circoscrizione comunale di Verona, mentre alle amministrative del 1998 si candida al consiglio comunale di Verona, nelle liste di Alleanza Nazionale a sostegno del candidato sindaco del centro-destra forzista Michela Sironi, venendo eletto consigliere comunale.
Alle elezioni del 2007 torna in consiglio comunale in una lista civica a sostegno di Flavio Tosi. Nel 2009 confluisce nel Popolo della Libertà insieme al suo partito. Nel 2012 viene rieletto nella lista Tosi per Verona.
Nel 2013 aderisce a Fratelli d'Italia (FdI) dove, oltre ad essere candidato alle elezioni politiche di quell'anno alla Camera tra le sue liste nella circoscrizione Veneto 1 senza successo, ricopre per i primi anni l'incarico di coordinatore regionale in Veneto, successivamente quello di coordinatore provinciale a Verona.
Alle elezioni regionali in Veneto del 2015 si è candidato tra le liste di Fratelli d'Italia, nella mozione del presidente uscente leghista Luca Zaia, risultando con 1.031 preferenze il primo della circoscrizione di Verona ma non venendo eletto.
Alle elezioni amministrative del 2017 si è ricandidato ancora una volta al consiglio comunale di Verona, nelle liste di Fratelli d'Italia a sostegno del candidato sindaco del centro-destra Federico Sboarina, venendo rieletto consigliere comunale e diventando presidente del Consiglio comunale.
Alle elezioni politiche del 2018 viene candidato alla Camera dei deputati, tra le liste di Fratelli d'Italia nel collegio plurinominale Veneto 2 - 03, venendo eletto deputato. Nella XVIII legislatura della Repubblica è stato segretario, capogruppo di FdI e vicepresidente della Giunta delle elezioni a Montecitorio, oltre a far parte della 2ª Commissione Giustizia, del Comitato per le incompatibilità, le ineleggibilità e le decadenze e presentare 161 progetti di legge.
Alle elezioni politiche anticipate del 2022 viene ricandidato alla Camera nel collegio uninominale Veneto 2 - 07 (Villafranca di Verona), sostenuto dalla coalizione di centro-destra, oltreché come capolista di Fratelli d'Italia nel relativo collegio plurinominale; venendo rieletto nel uninominale con il 64,42% dei voti e superando nettamente più del triplo rispetto al principale candidato del centro-sinistra Federica Foglia (16,97%). Nella XIX legislatura ricopre l'incarico di presidente della 2ª Commissione Giustizia della Camera.

## Controversie

### Una via intitolata a Giorgio Almirante
Nel 2019 ha proposto al consiglio comunale di Verona di intitolare una via a Giorgio Almirante, capo di gabinetto del Minculpop durante la Repubblica di Salò e storico segretario del Movimento Sociale Italiano.

### Foto semi-nudo sulla neve
A febbraio 2020 pubblica sul suo profilo di Instagram una foto in cui è semi-nudo, in pieno inverno sul terrazzo di uno chalet sulla neve, con la scritta goliardica “Non fa freddo, non fa freddo!”.

### Multe con l'auto per 16.000 €
Tra febbraio 2018 e agosto 2020 accumula un centinaio di multe inevase, principalmente per passaggi in ZTL in piazza delle Erbe con l’auto, per un importo che supera i 16.000 euro.